# 嚴彭祖
严彭祖（?—?），字公子，西汉东海下邳（今江苏邳县）人。与颜安乐同学于眭孟习《春秋公羊傳》，其后有《春秋公羊传》严氏学及颜氏学。宣帝时，他被立为博士。其后任河南郡太守、太子太傅等职，为人廉直不事权贵。
严延年次弟，官至河南、东郡太守，入为左冯翊，迁太子太傅。

## 延伸阅读
[在维基数据编辑]
 《漢書·卷088》，出自班固《漢書》

## 文獻
1. ↑  《武英殿十三經注疏·春秋公羊傳注疏》 （页面存档备份，存于），疏文作莊彭祖，乃「後漢以明帝諱莊為嚴」。